# Modrini
Modrini (znanstveno ime Lycaenidae) so velika družina dnevnih metuljev, v katero uvrščamo približno 4500 opisanih vrst (po eni različici taksonomije pa prek 6000), s čimer so za pisančki druga največja družina.
V splošnem so to majhni do srednje veliki metulji z vitkim telesom, ki razen največjih predstavnikov prek kril merijo manj kot 5 cm. Krila so pogosto pisanih barv, včasih s pegami kovinskega sijaja, pri nekaterih vrstah imajo ozke repke s temno piko ob bazi, kar plenilec ob napadu zamenja za glavo, to pa da metulju več možnosti za pobeg. Gosenice spominjajo na gole polže.
Največkrat se gosenice prehranjujejo z listi stročnic. Skupina je znana po tem, da gosenice večine vrst vzpostavijo mutualističen odnos z mravljami, ki nudijo zaščito v zameno za nektarju podoben izloček teh gosenic. Nekatere pa plenijo ličinke mravelj ali druge žuželke.